# مرونة (علم نفس)
المرونة النفسية (بالإنجليزية: Psychological resilience)‏ هي قدرة الفرد علي التأقلم مع مصاعب الحياة في ظل الظروف الاجتماعية الصعبة، والمحن الشديدة، المتمثلة في مشكلات عائلية أو عاطفية أو أزمات صحية أو متاعب مهنية أو اقتصادية.
تتمثل المرونة في قدرة المرء علي تجاوز هذه المعاناة والاحتفاظ الفعال بحالته النفسية بصورة جيدة.
المرونة النفسية ليست قوة خارقة أو نادرة، ففي الواقع توجد المرونة النفسية في الأشخاص العاديين، كما أن أي شخص يمكنه اكتسابها وتنميتها، ولذا يجب النظر إلى المرونة النفسية على أنها عملية نضج وليست صفة، فهي عملية فردية يسعي من خلالها الفرد لمعرفة ذاته وقدراته المتميزة.
هناك سوء فهم شائع حول المرونة النفسية وهو أن الأشخاص ذوي المرونة النفسية لا يعانون من المشاعر السلبية، ويحافظون على تفائلهم مهما اختلفت المواقف، إلا أن الحقيقة أن الأشخاص ذوي المرونة النفسية استطاعوا مع الوقت أن يكتسبوا أسلوب للتأقلم مكنهم من تجاوز الأزمة بصورة فعالة، أو بعبارة أخرى فإن الأشخاص ذوي المرونة النفسية هم أناس لديهم منظور أو توجه متفائل وإيجابي، ولكنهم بمرور الوقت وبالمثابرة يمكنهم موازنة مشاعرهم السلبية بأخرى إيجابية.

## التاريخ
استخدمت الدراسة علم الأوبئة -وهو دراسة انتشار المرض- للكشف عن المخاطر وعوامل الحماية التي تساعد الآن على تحديد المرونة، وبعد مرور عام انشأت نفس المجموعة من الباحثين أدوات للنظر في النظم التي تدعم تطوير المرونة.
كانت إيمي فيرنر من أوائل العلماء الذين استخدموا مصطلح المرونة في السبعينات حيث درست مجموعة أطفال في كاواي. كانت كاواي فقيرة إلى حد ما ونشأ العديد من هؤلاء الأطفال مع آباء مدمنين على الكحول أو مرضى عقليًا، وكان هناك كثير من الآباء عاطلين عن العمل. لاحظت فيرنر أن ثلثا الأطفال الذين نشأوا في هذه الظروف قد أظهروا سلوكيات هدامة في سنوات مراهقتهم المتأخرة مثل البطالة المزمنة، وتعاطي المخدرات، والولادة خارج إطار الزواج في حالة الفتيات المراهقات؛ ومع ذلك فثلث الأطفال لم يظهروا سلوكيات هدامة ووصفتهم فيرنر بالمجموعة المرنة. نتيجة لهذا فإن الأطفال المرنة وأسرهم هم أولئك الذين أظهروا سمات سمحت لهم بأن يكونوا أكثر نجاحًا من الأطفال والعائلات غير المرنة.
ظهرت المرونة أيضًا كموضوع نظري وبحثي رئيسي في الثمانينات وذلك عند دراسة الأطفال المصابة أمهاتهم بانفصام الشخصية. في دراسة أُجريت عام 1989 أظهرت النتائج أن الأطفال المصاب أحد والديهم بانفصام الشخصية قد لا يحصلون على مستوى مناسب من الرعاية المريحة -مقارنةً بالأطفال ذوي الآباء الأصحاء- وأن مثل هذه الحالات غالبًا مايكون لها تأثير ضار على نمو الطفل، ولكن من ناحية أخرى نما بعض الأطفال ذوي الآباء المرضى بشكل جيد وكانوا أكفاء في التحصيل الدراسي؛ وهذا ما قاد الباحثين إلى بذل المزيد من الجهد لفهم ردود أفعالهم على تلك المحن.
منذ بداية البحث عن المرونة كرس الباحثون جهودهم لاكتشاف عوامل الحماية التي تفسر تكيُّف الناس مع الظروف المعاكسة مثل سوء المعاملة، أو أحداث الحياة الكارثية، أو الفقر الشديد. بعد ذلك تم تحويل تركيز العمل التجريبي لفهم عمليات الحماية الأساسية ويسعى الباحثون للكشف عن الكيفية التي قد تساهم بها بعض العوامل -مثل الاتصال بالعائلة- للوصول إلى النتائج الإيجابية.

## النهج
تُظهر معظم الأبحاث الآن أن المرونة هي نتيجة قدرة الأفراد على التفاعل مع بيئاتهم والعمليات التي تعزز الرفاهية أو تحميهم من التأثير الهائل لعوامل الخطر؛ فعندما يواجه الناس حالة سيئة هناك ثلات طرق يمكن من خلالها التعامل مع الموقف:
1- يستشيط غضبُا
2- ينفجر مع المشاعر السلبية الهائلة ويصبح غير قادر على الاستجابة
3- يصبح ببساطة مستاء من التغير المزعج
فقط النهج الثالث يعزز الرفاهية ويتم توظيفه من قِبل الأشخاص المرنين الذين يصبحون مستاءين من حالة التخريب وبالتالي يغيرون نمطهم الحالي للتعامل مع الوضع. أما النهج الأول والثاني فيقودا الناس إلى تبني دور الضحية بإلقاء اللوم على الآخرين ورفض أي أساليب للتكيف حتى بعد انتهاء الأزمة، فهؤلاء الناس يفضلون رد فعل غريزي بدلًا من الاستجابة للحالة. تتضمن العواطف السلبية الخوف، والغضب، والقلق، والضيق، والعجز، واليأس مما يقلل من قدرة الشخص على حل المشاكل التي يواجهها وتضعف مرونة الشخص؛ كما أن المخاوف والقلق المستمر يضعف نظام المناعة لدى الناس ويزيد من قابليتهم للإصابة بالأمراض.
تشمل هذه العمليات إستراتيجية تكيف الفرد ويمكن أن تساعد فيها عوامل الحماية مثل العائلات الجيدة، والمدارس، والمجتمعات التي تزيد من إمكانية حدوث المرونة.

## نماذج حية
هناك ثلاثة أسس بارزة للمرونة -الثقة بالنفس واحترام الذات والمفهوم الذاتي- جميعها متأصلة في ثلاثة أنظمة عصبية مختلفة: الجهاز العصبي الجسدي، والجهاز العصبي الذاتي، والجهاز العصبي المركزي.
```
أحد المجالات الناشئة في دراسة المرونة هو الأساس العصبي الحيوي للمرونة لمقاومة الضغط والتوتر.
```

## عوامل ذات صلة
تُظهر الدراسة أن هناك العديد من العوامل التي تعمل على تطوير وتعزيز مرونة الشخص:
1. القدرة على وضع خطط واقعية والقدرة على اتخاذ الخطوات اللازمة لمتابعة ذلك
2. الثقة في نقاط القوة والقدرات
3. مهارات التواصل وحل المشاكل
4.القدرة على إدارة الدوافع والمشاعر القوية
ترتبط المرونة بشكل سلبي بسمات الشخصية العصابية والانفعالية السلبية التي تمثل ميولًا لرؤية العالم ومواجهته على أنه تهديد يصعب حله ولعرض نفسه على أنه ضعيف؛ بينما ترتبط المرونة بشكل إيجابي بسمات الشخص التي تساعد على الانفتاح والانفعالية الإيجابية التي تمثل ميولًا للانخراط ومواجهة العالم بثقة في النجاح وقيمة عادلة للتوجيه الذاتي.

### مشاعر إيجابية
هناك بحث مهم وُجد في الأدب العلمي حول العلاقة بين المشاعر الإيجابية والمرونة؛ حيث تشير الدراسات إلى أن الحفاظ على المشاعر الإيجابية في مواجهة الشدائد تعزز المرونة في التفكير وحل المشكلات. تؤدي المشاعر الإيجابية وظيفة هامة في قدرتها على مساعدة الفرد على التعافي من التجارب والمواجهات المجهدة، ولذلك يقال أن الحفاظ على العاطفة الإيجابية يساعد على التصدي للآثار الفسيولوجية للمشاعر السلبية.
العواطف الإيجابية ليس لها نتائج جسمانية فحسب بل لها نتئج فسيولوجية أيضًا. تتضمن بعض النتائج الفسيولوجية الناتجة عن الفكاهة تحسينات في أداء نظام المناعة وزيادة مستوى الهيموغلوبين المناعي أ وهو جسم مضاد حيوي يعمل بمثابة الخط الدفاعي الأول للجسم في أمراض الجهاز التنفسي؛ وعلاوة على ذلك تشمل النتائج الصحية الأخرى معدل أسرع في الإسشتفاء من الإصابة وانخفاض معدلات دخول كبار السن للمستشفيات وتقليل فترة بقائهم بها.

### مثابرة
تشير المثابرة إلى الثبات والشغف بالأهداف طويلة المدى. يتميز هذا العمل بالاستمرار نحو التحديات، والحفاظ على الجهد على مر السنين على الرغم من ردور الأفعال السلبية.

### عوامل أخرى
أُجريت دراسة بين المهنيين ذوي الكفاءة العالية الذين يسعون للتحديات الصعبة التي تطلب المرونة حيث وجدت الأبحاث أن 13 من الناجحين من مختلف المهن قد واجهوا تحديات في مكان العمل وأحداث الحياة السلبية طوال حياتهم المهنية والذين تم الاعتراف بهم أيضًا لإنجازاتهم العظيمة في مجالاتهم المتخصصة.